# Stade de Bessa XXI
Le stade de Bessa XXI (en portugais : Estádio do Bessa Século XXI) est le stade officiel du Boavista Futebol Clube, situé dans la ville de Porto (Portugal) au Portugal. Il a une capacité de 28 263 places.
Inauguré pour la première fois en 1972, ce Stade a été reconstruit au début du XXIe siècle et c'est là que se sont déroulés trois matches de l'Euro 2004. Il est situé à proximité de l'Avenida da Boavista, dans le centre-ville de Porto, avec d'excellentes facilités d'accès et des parcs de stationnement intérieurs et extérieurs.

## Un stade multifonction
Tout y a été conçu et planifié dans le détail et en pensant à la rentabilité ultérieure. C'est pourquoi son système d'équipement nouveau permet d'organiser d'autres spectacles que le football.
Ainsi le côté sud a été aménagé pour qu'on puisse y installer une scène dont les dimensions permettront la réalisation d'un concert de musique. Lorsque ce sera le cas, la présence d'un nombreux public ne fera pas courir de risques à la pelouse car on placera au-dessus d'elle un deuxième étage, conçu pour laisser passer l'air et la lumière pendant les spectacles et éviter qu'elle soit endommagée.
Le stade dispose d'une infrastructure moderne et de grande qualité non seulement pour que s'y déroulent des événements sportifs, commerciaux, culturels ou particuliers, mais encore pour qu'on y réalise séminaires, conférences, actions de formation, réunions, workshops, expositions, séminaires, ou tout simplement un déjeuner ou un dîner d'affaires qui transformeront le stade en centre d'affaires, ou même en salon.
Le stade a reçu également l'édition 2009 du festival de rock Super Bock Super Rock avec la venue de Depeche Mode.